# Demolice

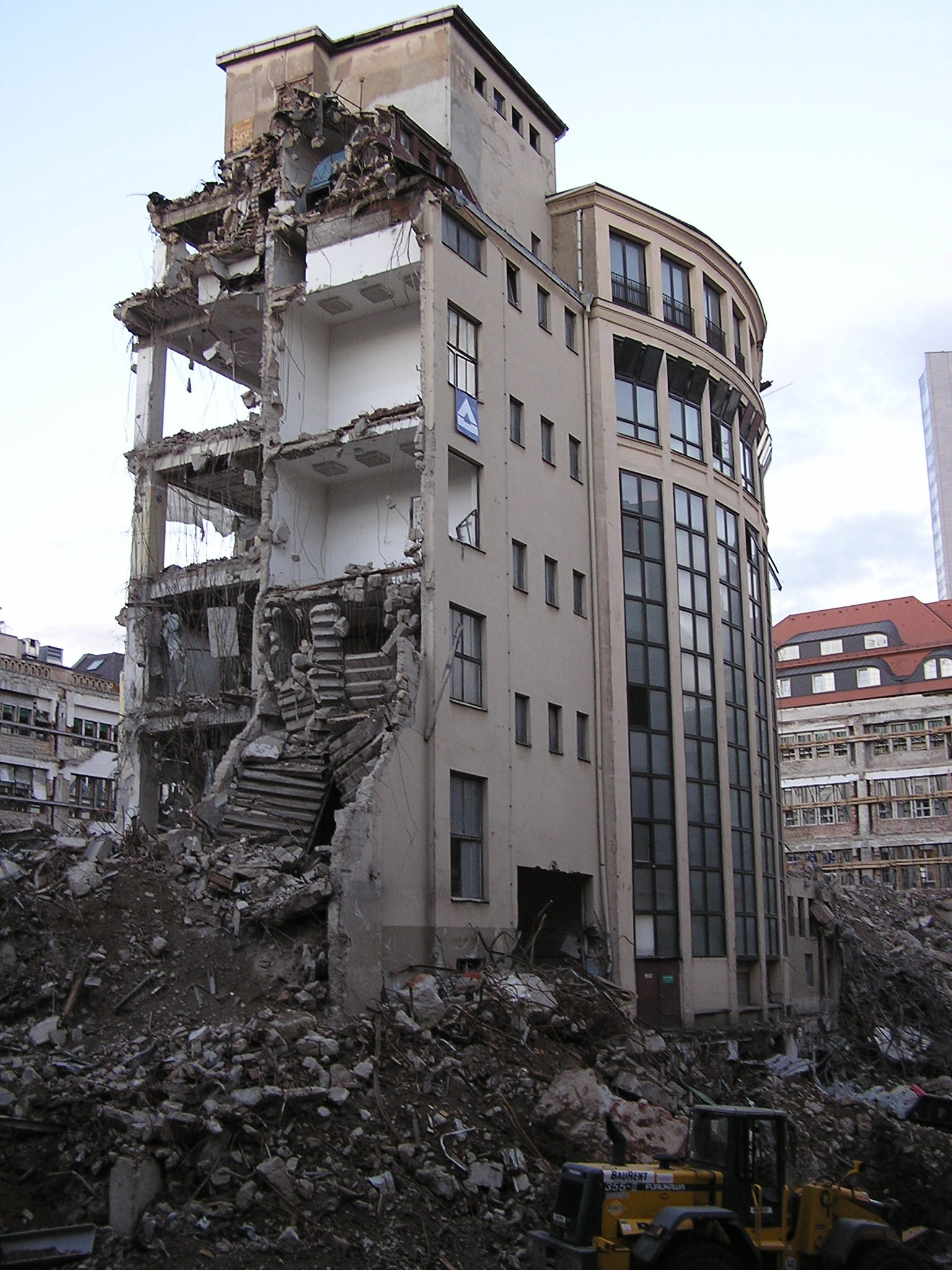
Demoliční zóna (Lipsko)

Demolice je opak ke konstrukci, tedy bourání budov a jiných staveb.
Pro domy vysoké jen dvě nebo tři podlaží je demolice snadným procesem. Stavba je jednoduše zbourána bagrem nebo buldozerem. Demolice ve větších výškách se provádí několika způsoby.
Bourací hydraulické nůžky jsou nejvhodnějším a nejekonomičtějším řešením demolice pro svou možnost práce v různých polohách a díky výraznému snížení hladiny otřesů. Dle použitého materiálu je možné oddělit například střešní rámy, celé rámy oken, zábradlí a mnohá další od ostatních použitých konstrukcí. To vše lze přímo nakládat na dopravní prostředky nebo dále třídit na různé deponie. Pro minimalizování šíření prachu ze suti se místo demolice skrápí. To dovoluje provádět bourací práce i v hustě obydlených místech. Takto prováděná technologie zaručuje maximální bezpečí při odstraňování staveb, či konstrukcí a hlavně tolik důležitý ohled na ekologii při celém průběhu demolice.
K demolici lze použít i demoliční kouli, která je rozhoupána směrem k bočním stranám budovy. Demoliční koule jsou zvláště efektivní proti zdivu. Tento proces je hodně pomalý, nicméně operátor demoličního vybavení je v bezpečné vzdálenosti od padajících trosek sutin. V poslední době se tato technika používá jen zřídka, právě kvůli pomalému procesu.
Vysoké a rozměrné budovy, protáhlé komíny a stále více i malé struktury jsou také bourány za pomoci výbušnin respektive odstřelem. Vozovky, chodníky, betonové opěrné stěny a jim podobné stavby menších rozměrů lze bourat pomocí pneumatických kladiv neboli sbíječek. U velkých ocelových a jiných staveb s kovovým skeletem (např. tovární haly, mostní konstrukce, zemědělská sila apod.) lze použít technologie řezání plamenem.

## Galerie

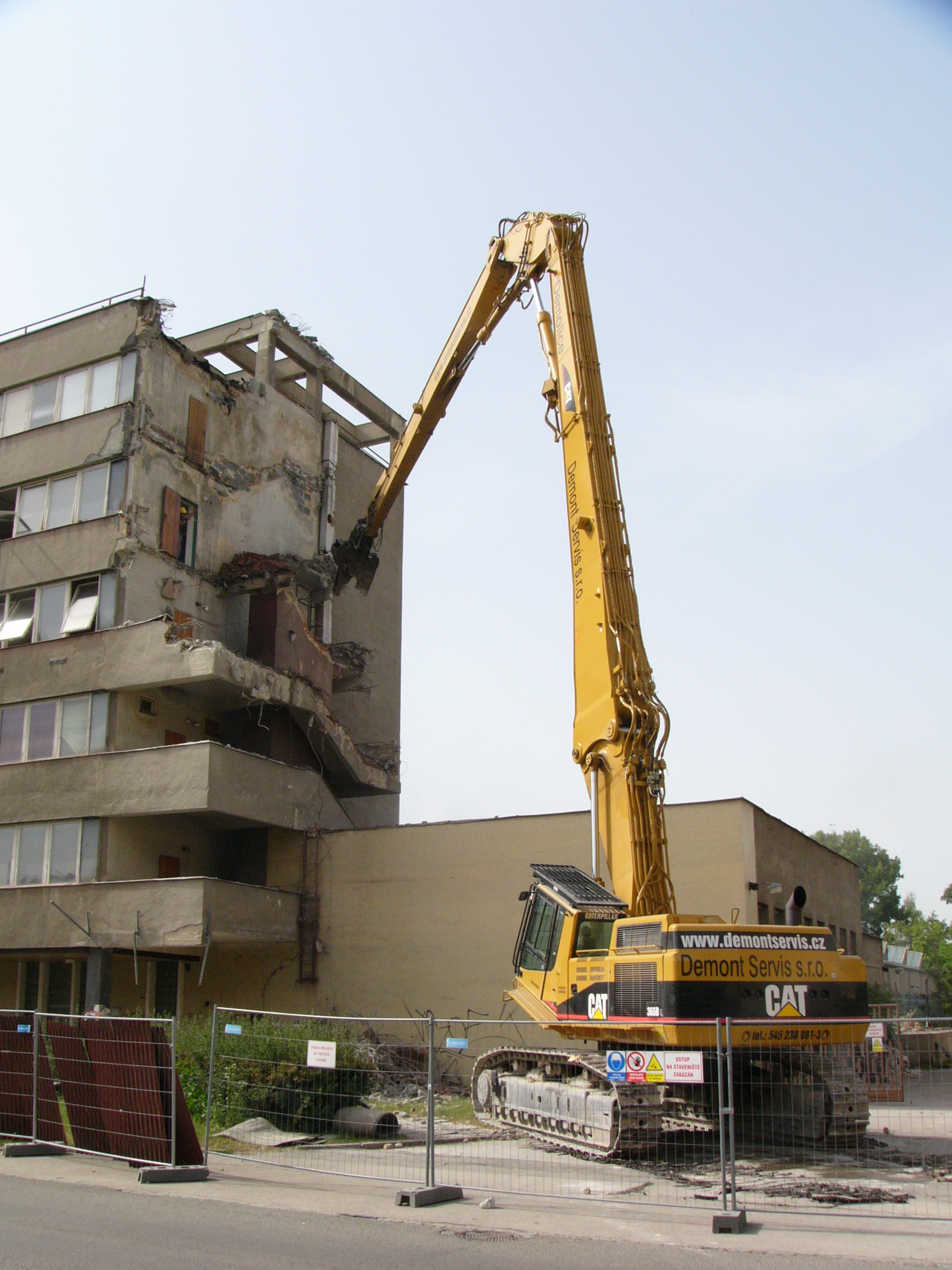
hydraulické demoliční nůžky
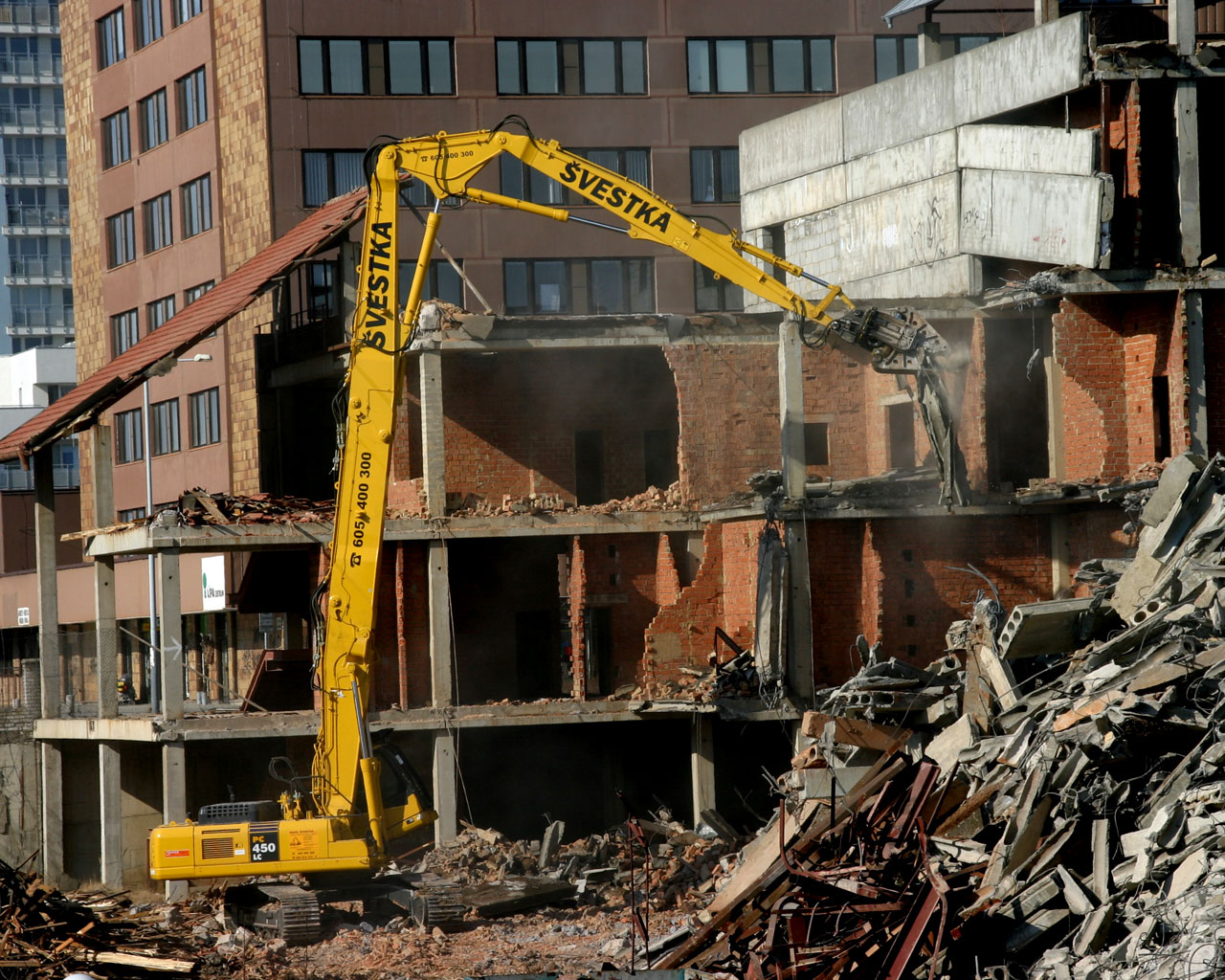
Demolice nedostavěného obchodního centra
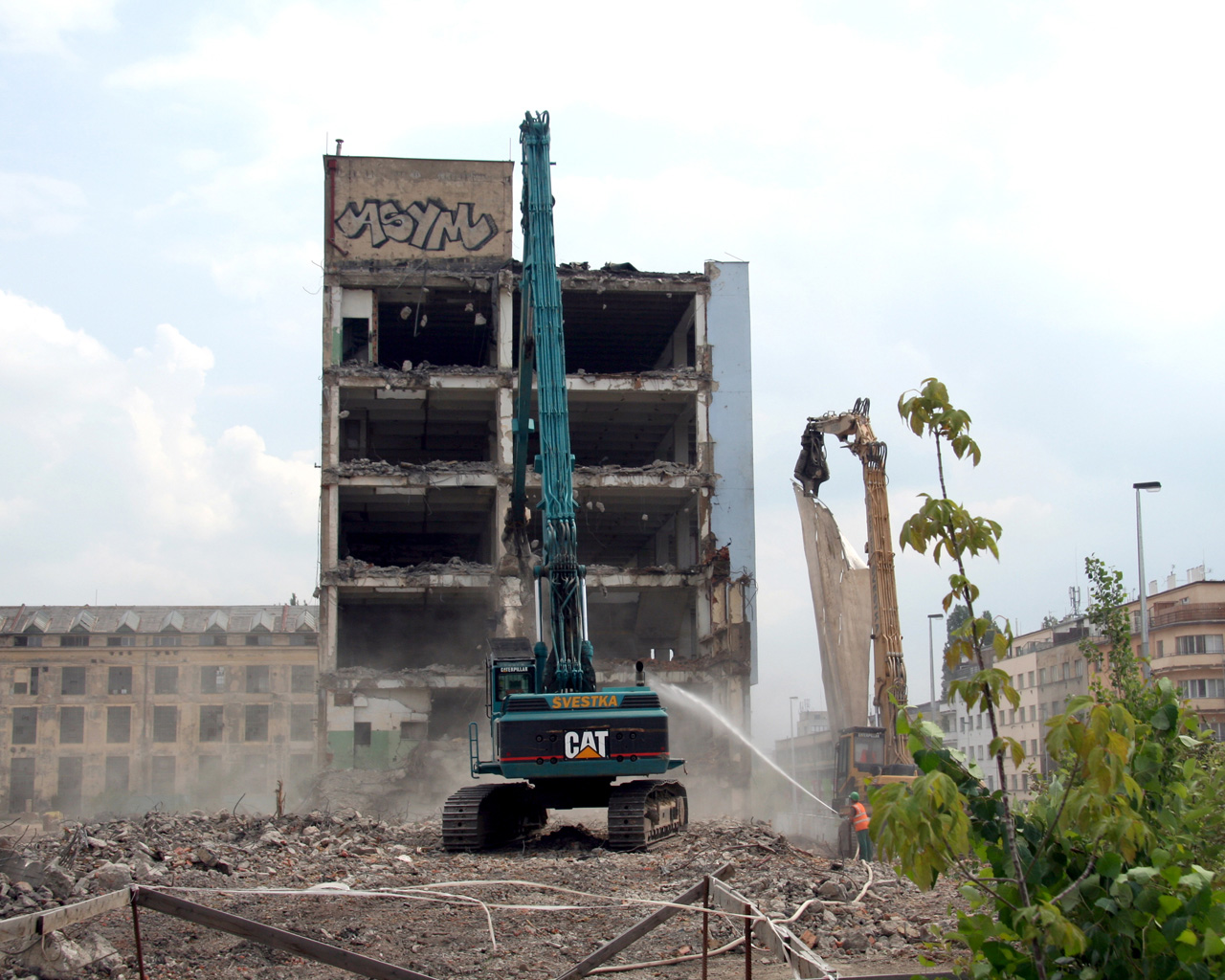
Demolice budovy v průmyslovém areálu